# Carles Tamayo Rico
Carles Tamayo Rico   (el Masnou, 17 de gener de 1995) és un periodista d'investigació català especialitzat en sectes i estafes.

## Biografia
Es graduà en Direcció Cinematogràfica a l'Escola Superior de Cinema i Audiovisuals de Catalunya el 2018. Després de treballar a Catalunya Ràdio, al Teatre Lliure, al Gran Teatre del Liceu, a la BBC World News i a altres mitjans del sector audiovisual, el 2019 va decidir centrar-se en el seu propi projecte fent reportatges d'investigació híbrids entre el documental i el videoblog.
El 2019, Tamayo aconseguí infiltrar-se a l'Església Catòlica Palmariana que es troba a El Palmar de Troya, una secta que nasqué els anys 1970 liderada pel ja difunt Clemente Domínguez, que s'autoproclamà Papa generant una escissió de l'Església Catòlica Romana. A la seva investigació es desplaçà a la localitat andalusa i passà diversos dies immers en un procés d'iniciació a l'Església Cristiana Palmariana de los Carmelitas de la Santa Faz. Fou supervisat per un veterà acòlit, anomenat Joaquín, que l'acompanyà en tot moment i amb el qual arribà a crear «una relació d'estranya empatia». Durant el procés, pogué observar la manipulació i el rentat de cervell que s'emprava al Palmar, trets habituals en les sectes. Un colp finalitzada la immersió, explicà l'experiència als més de 325.000 seguidors del seu canal de YouTube que tenia llavors. La repercussió dels seus reportatges feu que fos injuriat i assetjat a les xarxes socials per part dels seguidors de la secta.
El 2021, dugué a terme una recerca per a destapar una estafa piramidal relacionada amb l'acadèmia IM Mastery Academy. Mitjançant els seus reportatges, Tamayo va mostrar que es tractava d'una estafa que, a més, tenia matisos sectaris. Un colp publicat el seu treball, els afectats, més de 450, pogueren presentar una demanda col·lectiva. El setembre de 2021 va impartir ponències sobre desinformació i manipulació pública i va participar en taules rodones en institucions com la Universitat de Vic - Universitat Central de Catalunya, la Universitat d'Estiu de Terol o el congrés CometCon celebrat a Gijón.
El 2024 va presentar Com caçar un monstre, una minisèrie documental en què al llarg de tres capítols s'explica el dia a dia de Lluís Gros, un condemnat a més de 20 anys de presó per abusos sexuals a menors en diverses ocasions.